# Danh sách tiểu hành tinh: 19701–19800
| Tên                 | Tên đầu tiên | Ngày phát hiện       | Nơi phát hiện                      | Người phát hiện                    |
| ------------------- | ------------ | -------------------- | ---------------------------------- | ---------------------------------- |
| 19701 -             | 1999 SH19    | 29 tháng 9 năm 1999  | Anderson Mesa                      | LONEOS                             |
| 19702 -             | 1999 SK23    | 30 tháng 9 năm 1999  | Socorro                            | LINEAR                             |
| 19703 -             | 1999 TJ4     | 3 tháng 10 năm 1999  | Socorro                            | LINEAR                             |
| 19704 Medlock       | 1999 TU8     | 7 tháng 10 năm 1999  | Hudson                             | S. Brady                           |
| 19705 -             | 1999 TR10    | 7 tháng 10 năm 1999  | Đài thiên văn Zvjezdarnica Višnjan | K. Korlević, M. Jurić              |
| 19706 -             | 1999 TU11    | 10 tháng 10 năm 1999 | Višnjan Observatory                | K. Korlević, M. Jurić              |
| 19707 Tokunai       | 1999 TZ12    | 8 tháng 10 năm 1999  | Nanyo                              | T. Okuni                           |
| 19708 -             | 1999 TM32    | 4 tháng 10 năm 1999  | Socorro                            | LINEAR                             |
| 19709 -             | 1999 TT105   | 3 tháng 10 năm 1999  | Socorro                            | LINEAR                             |
| 19710 -             | 1999 TC185   | 12 tháng 10 năm 1999 | Socorro                            | LINEAR                             |
| 19711 -             | 1999 TG219   | 1 tháng 10 năm 1999  | Catalina                           | CSS                                |
| 19712 -             | 1999 TL220   | 1 tháng 10 năm 1999  | Catalina                           | CSS                                |
| 19713 -             | 1999 TV228   | 3 tháng 10 năm 1999  | Anderson Mesa                      | LONEOS                             |
| 19714 -             | 1999 UD      | 16 tháng 10 năm 1999 | Đài thiên văn Zvjezdarnica Višnjan | K. Korlević                        |
| 19715 -             | 1999 UA4     | 27 tháng 10 năm 1999 | Gnosca                             | S. Sposetti                        |
| 19716 -             | 1999 UH23    | 28 tháng 10 năm 1999 | Catalina                           | CSS                                |
| 19717 -             | 1999 UZ40    | 16 tháng 10 năm 1999 | Đài thiên văn Zvjezdarnica Višnjan | Đài thiên văn Zvjezdarnica Višnjan |
| 19718 Albertjarvis  | 1999 VF2     | 5 tháng 11 năm 1999  | Jornada                            | D. S. Dixon                        |
| 19719 Glasser       | 1999 VB9     | 9 tháng 11 năm 1999  | Fountain Hills                     | C. W. Juels                        |
| 19720 -             | 1999 VP10    | 9 tháng 11 năm 1999  | Oizumi                             | T. Kobayashi                       |
| 19721 Wray          | 1999 VW11    | 10 tháng 11 năm 1999 | Fountain Hills                     | C. W. Juels                        |
| 19722 -             | 1999 VU47    | 3 tháng 11 năm 1999  | Socorro                            | LINEAR                             |
| 19723 -             | 1999 VG87    | 4 tháng 11 năm 1999  | Catalina                           | CSS                                |
| 19724 -             | 1999 VR114   | 9 tháng 11 năm 1999  | Catalina                           | CSS                                |
| 19725 -             | 1999 WT4     | 28 tháng 11 năm 1999 | Oizumi                             | T. Kobayashi                       |
| 19726 -             | 1999 XL      | 1 tháng 12 năm 1999  | Socorro                            | LINEAR                             |
| 19727 Allen         | 1999 XS2     | 4 tháng 12 năm 1999  | Fountain Hills                     | C. W. Juels                        |
| 19728 -             | 1999 XQ14    | 6 tháng 12 năm 1999  | Socorro                            | LINEAR                             |
| 19729 -             | 1999 XZ15    | 6 tháng 12 năm 1999  | Đài thiên văn Zvjezdarnica Višnjan | K. Korlević                        |
| 19730 Machiavelli   | 1999 XO36    | 7 tháng 12 năm 1999  | Fountain Hills                     | C. W. Juels                        |
| 19731 -             | 1999 XA151   | 9 tháng 12 năm 1999  | Anderson Mesa                      | LONEOS                             |
| 19732 -             | 1999 XF165   | 8 tháng 12 năm 1999  | Socorro                            | LINEAR                             |
| 19733 -             | 1999 XA166   | 10 tháng 12 năm 1999 | Socorro                            | LINEAR                             |
| 19734 -             | 1999 XE175   | 10 tháng 12 năm 1999 | Socorro                            | LINEAR                             |
| 19735 -             | 1999 XN212   | 14 tháng 12 năm 1999 | Socorro                            | LINEAR                             |
| 19736 -             | 2000 AM51    | 4 tháng 1 năm 2000   | Socorro                            | LINEAR                             |
| 19737 -             | 2000 AQ51    | 4 tháng 1 năm 2000   | Socorro                            | LINEAR                             |
| 19738 Calinger      | 2000 AS97    | 4 tháng 1 năm 2000   | Socorro                            | LINEAR                             |
| 19739 -             | 2000 AL104   | 5 tháng 1 năm 2000   | Socorro                            | LINEAR                             |
| 19740 -             | 2000 AG138   | 5 tháng 1 năm 2000   | Socorro                            | LINEAR                             |
| 19741 Callahan      | 2000 AN141   | 5 tháng 1 năm 2000   | Socorro                            | LINEAR                             |
| 19742 -             | 2000 AS162   | 4 tháng 1 năm 2000   | Socorro                            | LINEAR                             |
| 19743 -             | 2000 AF164   | 5 tháng 1 năm 2000   | Socorro                            | LINEAR                             |
| 19744 -             | 2000 AC176   | 7 tháng 1 năm 2000   | Socorro                            | LINEAR                             |
| 19745 -             | 2000 AP199   | 9 tháng 1 năm 2000   | Socorro                            | LINEAR                             |
| 19746 -             | 2000 AE200   | 9 tháng 1 năm 2000   | Socorro                            | LINEAR                             |
| 19747 -             | 2000 AK245   | 9 tháng 1 năm 2000   | Socorro                            | LINEAR                             |
| 19748 -             | 2000 BD5     | 27 tháng 1 năm 2000  | Socorro                            | LINEAR                             |
| 19749 -             | 2000 CG19    | 2 tháng 2 năm 2000   | Socorro                            | LINEAR                             |
| 19750 -             | 2000 CM62    | 2 tháng 2 năm 2000   | Socorro                            | LINEAR                             |
| 19751 -             | 2000 CG63    | 2 tháng 2 năm 2000   | Socorro                            | LINEAR                             |
| 19752 -             | 2000 CH67    | 6 tháng 2 năm 2000   | Socorro                            | LINEAR                             |
| 19753 -             | 2000 CL94    | 8 tháng 2 năm 2000   | Socorro                            | LINEAR                             |
| 19754 Paclements    | 2000 CG95    | 8 tháng 2 năm 2000   | Socorro                            | LINEAR                             |
| 19755 -             | 2000 EH34    | 5 tháng 3 năm 2000   | Socorro                            | LINEAR                             |
| 19756 -             | 2000 EW50    | 9 tháng 3 năm 2000   | Majorca                            | À. López, R. Pacheco               |
| 19757 -             | 2000 GK1     | 2 tháng 4 năm 2000   | Socorro                            | LINEAR                             |
| 19758 Janelcoulson  | 2000 GH100   | 7 tháng 4 năm 2000   | Socorro                            | LINEAR                             |
| 19759 -             | 2000 GU146   | 12 tháng 4 năm 2000  | Haleakala                          | NEAT                               |
| 19760 -             | 2000 GK160   | 7 tháng 4 năm 2000   | Socorro                            | LINEAR                             |
| 19761 -             | 2000 JP10    | 7 tháng 5 năm 2000   | Socorro                            | LINEAR                             |
| 19762 Lacrowder     | 2000 JQ57    | 6 tháng 5 năm 2000   | Socorro                            | LINEAR                             |
| 19763 Klimesh       | 2000 MC      | 18 tháng 6 năm 2000  | Haleakala                          | NEAT                               |
| 19764 -             | 2000 NF5     | 7 tháng 7 năm 2000   | Socorro                            | LINEAR                             |
| 19765 -             | 2000 NM11    | 10 tháng 7 năm 2000  | Valinhos                           | Valinhos                           |
| 19766 Katiedavis    | 2000 OH4     | 24 tháng 7 năm 2000  | Socorro                            | LINEAR                             |
| 19767 -             | 2000 ON5     | 24 tháng 7 năm 2000  | Socorro                            | LINEAR                             |
| 19768 Ellendoane    | 2000 OX14    | 23 tháng 7 năm 2000  | Socorro                            | LINEAR                             |
| 19769 Dolyniuk      | 2000 OP18    | 23 tháng 7 năm 2000  | Socorro                            | LINEAR                             |
| 19770 -             | 2000 OP22    | 31 tháng 7 năm 2000  | Socorro                            | LINEAR                             |
| 19771 -             | 2000 OF44    | 30 tháng 7 năm 2000  | Socorro                            | LINEAR                             |
| 19772 -             | 2000 OU46    | 31 tháng 7 năm 2000  | Socorro                            | LINEAR                             |
| 19773 -             | 2000 OJ50    | 31 tháng 7 năm 2000  | Socorro                            | LINEAR                             |
| 19774 -             | 2000 OS51    | 30 tháng 7 năm 2000  | Socorro                            | LINEAR                             |
| 19775 Medmondson    | 2000 PY      | 1 tháng 8 năm 2000   | Socorro                            | LINEAR                             |
| 19776 Balears       | 2000 PA5     | 4 tháng 8 năm 2000   | Ametlla de Mar                     | J. Nomen                           |
| 19777 -             | 2000 PU7     | 2 tháng 8 năm 2000   | Socorro                            | LINEAR                             |
| 19778 Louisgarcia   | 2000 QE29    | 24 tháng 8 năm 2000  | Socorro                            | LINEAR                             |
| 19779 -             | 2000 QU53    | 25 tháng 8 năm 2000  | Socorro                            | LINEAR                             |
| 19780 -             | 2000 QE65    | 28 tháng 8 năm 2000  | Socorro                            | LINEAR                             |
| 19781 -             | 2000 QK68    | 26 tháng 8 năm 2000  | Črni Vrh                           | Črni Vrh                           |
| 19782 -             | 2000 QT68    | 30 tháng 8 năm 2000  | Đài thiên văn Zvjezdarnica Višnjan | K. Korlević                        |
| 19783 Antoniromanya | 2000 QF71    | 27 tháng 8 năm 2000  | Ametlla de Mar                     | J. Nomen                           |
| 19784 -             | 2000 QJ81    | 24 tháng 8 năm 2000  | Socorro                            | LINEAR                             |
| 19785 -             | 2000 QU103   | 28 tháng 8 năm 2000  | Socorro                            | LINEAR                             |
| 19786 -             | 2000 QR104   | 28 tháng 8 năm 2000  | Socorro                            | LINEAR                             |
| 19787 Betsyglass    | 2000 QV114   | 24 tháng 8 năm 2000  | Socorro                            | LINEAR                             |
| 19788 Hunker        | 2000 QV116   | 28 tháng 8 năm 2000  | Socorro                            | LINEAR                             |
| 19789 Susanjohnson  | 2000 QP149   | 24 tháng 8 năm 2000  | Socorro                            | LINEAR                             |
| 19790 -             | 2000 RU10    | 1 tháng 9 năm 2000   | Socorro                            | LINEAR                             |
| 19791 -             | 2000 RV15    | 1 tháng 9 năm 2000   | Socorro                            | LINEAR                             |
| 19792 -             | 2000 RO33    | 1 tháng 9 năm 2000   | Socorro                            | LINEAR                             |
| 19793 -             | 2000 RX42    | 3 tháng 9 năm 2000   | Socorro                            | LINEAR                             |
| 19794 -             | 2000 RV49    | 5 tháng 9 năm 2000   | Socorro                            | LINEAR                             |
| 19795 -             | 2000 RJ50    | 5 tháng 9 năm 2000   | Socorro                            | LINEAR                             |
| 19796 -             | 2000 RX50    | 5 tháng 9 năm 2000   | Socorro                            | LINEAR                             |
| 19797 -             | 2000 RO51    | 5 tháng 9 năm 2000   | Socorro                            | LINEAR                             |
| 19798 -             | 2000 RP51    | 5 tháng 9 năm 2000   | Socorro                            | LINEAR                             |
| 19799 -             | 2000 RT51    | 5 tháng 9 năm 2000   | Socorro                            | LINEAR                             |
| 19800 -             | 2000 RX51    | 5 tháng 9 năm 2000   | Socorro                            | LINEAR                             |